# Si2000
SI2000 - цифрова комутаційна система. Автоматична телефонна станція виробництва ISKRATEL. Надзвичайно гнучка і сумісна АТС у порівнянні з іншими сучасними АТС (EWSD (Siemens), 5ESS switch та інші) перевершує всі існуючі системи TDM комутації в планні інтеграції старих АТС із сучасни протоколами сигналізації.
SI2000 Існує в декількох версіях: 2-а версія, 4-а версія, 5-а версія і 6-а версія, яка пізніше була представлена на ринку з назвою SI3000 як продукт для мереж NGN. На території СНД основну частину робочих АТС займає продукти 5 версії.
Існують три основні типи платформ апаратних засобів телефонних станцій SI2000: 
- MLC AN (тільки абонентський доступ без комутації)
- MLC SAN абонентський доступ з комутацією каналів

Платформа MLC (до 704 абонентських ліній і до 16 інтерфейсів E1) - забезпечує підключення абонентських ліній та мережевих інтерфейсів E1. На платформі MLC реалізується абонентський модуль MLC AN з включенням в МСА (по стандартному протоколу доступу V5.2) або самостійна телефонна станція MLC SAN з можливістю автономної комутації абонентів.
- MCA SN

MCA SN для великих АТС, виключно з мережевими інтерфейсами E1. На цій платформі розвертається вузол комутації.
Вузол комутації SI2000 Switch Node (SI2000 SN) використовується як пристрій управління викликами (комутації) для станцій великої ємності.
Основні характеристики:
- До 40000 аналогових абонентів.
- До 240 цифрових каналів E1 2048 кбіт/с (G.703);
- До 120 сигнальних каналів системи сигналізації SS7;
- До 96 інтерфейсів V5.2.